# Progressiva adventister
Progressiva adventister är medlemmar av Adventistsamfundet men betraktar sig vara teologiskt progressiva i förhållande till samfundets huvudfåra.

## Tro
Typiskt är att man finner några av de mer speciella trospunkterna inom adventismen som teologiskt tveksamma. Exempel på sådana tveksamma trospunkter är helgedomsläran, att Adventistsamfundet i ett profetiskt perspektiv är den enda sanna kyrkan, läran om framtida söndagslagar (som skulle förbjuda människor att tillbe på lördagen) och användning av Ellen G. Whites skrifter. Progressiva adventister ser dessa företeelser inom adventismen som adiafora, det vill säga moraliskt neutrala och inte nödvändiga för frälsning. Man identifierar sig gärna som evangelikal, och betonar grunderna i den kristna tron som man delar andra kristna. Man ser sig som arvtagare till samfundets pionjärer genom en ständig omprövning av bibelförståelsen, och genom att söka ge Bibelns svar på omvärldens faktiska behov. Till exempel betonas sabbaten som en gudagiven gåva i ett stressigt samhälle medan man - i motsats till den "historiska" adventismen - tonar ner eller förkastar den del av teologin som kopplar ihop sabbaten/söndagen med vilddjurets märke.

## Organisation
Internationellt finns ett växande nätverk av medlemmar inom Adventistsamfundet som framför allt utvecklar dialogen genom tidskrifter och Internet. Någon formell organiserad verksamhet finns inte utanför moderkyrkan, även om vissa aktiviteter ibland har en progressiv inriktning. Strömningen kan ses som en del i nätverket kring den framväxande kyrkan, Emerging Church.

## Tidningar och Internetbloggar
De främsta progressiva tidskrifterna (på engelska) är Spectrum, Adventist Today och Good News Unlimited .

### Spectrum
Spectrum kommer ut kvartalsvis och ges ut av Adventist Forums. Tidningen har varit den främsta progressiva Adventisttidningen sedan den grundades 1969. Det främsta syftet är att analysera och kommentera pågående debatt inom samfundet.

### Adventist Today
Adventist Today kommer ut sex gånger om året sedan 1993. Profilen är mer nyhetsbevakande men har på senare tid rapporterat också den bredd av olika synsätt som omfattas av adventismen.

### Good News Unlimited
Good News Unlimited publiceras av Desmond Ford. Den utkom först 1981 och ges i dag ut tolv gånger om året.

### Internetbloggar
Internet har en allt större roll för utvecklingen inom Adventisternas teologi. Bland adventistbloggar ges i många fall utrymme för progressiva tankar. Detta gäller exempelvis de engelskspråkiga bloggarna Progressive Adventism, Faith in Context och Spectrum Blog. På svenska har bloggen Evangelisk-Progressiv Adventism gett ett bidrag till dialogen sedan mitten av 2008.